# United Center
United Center er en sportsarena i Chicago i Illinois, USA, der er hjemmebane for både NHL-klubben Chicago Blackhawks og NBA-holdet Chicago Bulls. Arenaen har plads til ca. 21.000 tilskuere, og blev indviet den 18. august 1994.
United Center er desuden ofte arrangør af koncerter, og Pearl Jam, Madonna, Rolling Stones, U2 og Aerosmith er blandt de navne der har optrådt i arenaen.